# 五月病
五月病（ごがつびょう）は、社会人や大学生や中高生や小学生や幼稚園児などに見られる、新しい環境に適応できないことに起因する精神的な症状の総称である。
患者報告数が5月に多いためこの名称があり、正式な医学名ではない。

## 概要
日本においては、新年度の4月には入学や就職、異動、クラス替え、一人暮らしなど新しい環境への期待があり、やる気があるものの、その環境に適応できないでいると人によってはうつ病に似た症状がしばしば5月のゴールデンウィーク明け頃から起こることが多いためこの名称がある。
医学的な診断名としては、「適応障害」あるいは「うつ病」と診断される。この両者は異なるものであり、五月病の患者においても、その症状や原因などから区分されるべきものである。
発症に至る例としては、今春に生活環境が大きく変化した者の中で、新しい生活や環境に適応できないまま、ゴールデンウィーク中に疲れが一気に噴き出す、長い休みの影響で学校や職場への行く気を削ぐなどの要因から、ゴールデンウィーク明け頃から理由不明確な体や心の不調に陥る、というものがある。

## 歴史
症例の最初の医学会での発表は1961年にアメリカの精神科医が入学から1か月ほど経過した大学生に見られる無気力、無関心など軽いうつ症状を報告した。
日本では1971年に心理学者の望月衛が五月病という言葉は14、5年前（1956 - 1957年）に自分が言い出して定着したのではないかと発言。1960年代半ばには激しい受験戦争を終えた後の虚脱感や抑うつ気分を指し、1968年には流行語となった。その後、五月病にかかる世代が広まりひきこもりに変化した。

## 主な症状
抑うつ、無気力、不安感、焦りなどが特徴的な症状である。主訴には、不眠、疲労感、食欲不振、やる気が出ない、人との関わりが億劫などが多い。

## 対応策
気分転換をし、ストレスをためないよう心がけるのが良い。ただし、食事やアルコールに頼りすぎる事は、摂食障害や急性アルコール中毒など、別の問題を引き起こす可能性があるため、あまり勧められない。幼稚園・保育園や小学校や中学校や高校や大学など、以前の環境の友人と会うのも良い。